# Deutsche Poolbillard-Meisterschaft 1988 (Senioren)
Die Deutsche Poolbillard-Meisterschaft 1988 war die vierte Austragung zur Ermittlung der nationalen Meistertitel der Senioren in der Billardvariante Poolbillard. Sie wurde in Bad Münder ausgetragen.
Es wurden die Deutschen Meister in den Disziplinen 14/1 endlos, 8-Ball, 9-Ball und 8-Ball-Pokal ermittelt.

## Medaillengewinner
| Disziplin    | Gold                                      | Silber                                | Bronze                             | 4. Platz                         |
| ------------ | ----------------------------------------- | ------------------------------------- | ---------------------------------- | -------------------------------- |
| 14/1 endlos  | Roy Laird (BCV Kaiserslautern)            | Dieter Peetz (BSV Berlin)             | Rahim Noor Amath (Rheinbach)       | Tobias Kim (PBF MA-Ludwigshafen) |
| 8-Ball       | Fred Müscher (1. PBC Rot-Gelb Aachen)     | Dieter Mund (Darmstadt)               | Dieter Peetz (BSV Berlin)          | Lutz Kühnen (BSV Berlin)         |
| 9-Ball       | Roy Laird (BCV Kaiserslautern)            | Heinz Willi Paulus (PBC Phönix Düren) | Werner Fischer (1. PBC Leverkusen) | Peter Heimhard (Sauerland)       |
| 8-Ball-Pokal | Eckhard Schäfer (PBC Joker Kamp-Lintfort) | Lambert Heuschkel (Burtscheid)        | Dieter Mund (Darmstadt)            | Hans Stahl (Mönchengladbach)     |